# Copris hartli
Copris hartli är en skalbaggsart som beskrevs av Frey 1975. Copris hartli ingår i släktet Copris och familjen bladhorningar. Inga underarter finns listade i Catalogue of Life.